# Капелла (гора)
Капелла (англ. Mount Capella) — гора в горах Стар на кордоні в північно-західній частині провінції Західна та південно-західній частині провінції Сандаун Папуа Нової Гвінеї.

## Географія
Капелла є дев'ятою за висотою горою країни, та другою вершиною хребта Стар після гори Антарес (3970 м). Абсолютна висота вершини становить 3960 метри. За іншими даними висота вершини становить трохи більше 3940 м (при цьому відносна висота вершини буде 671 м). Відносна висота вершини — 691 м, найвище сідло вершини, по якому вимірюється її відносна висота — 3269 м. Гора розташована на заході країни, у південній частині провінції Сандаун, за 94 км на схід — південний схід від гори Пунчак-Мандала (4760 м). Топографічна ізоляція вершини відносно найближчої вищої гори Антарес (3970 м), яка розташована на заході — північному заході, становить 22,6 км. 